# Fossá í Þjórsárdal
Die Fossá í Þjórsárdal ist ein Fluss im Süden Islands.
Sie entspringt einem See im Landesinneren und fließt über 43 Kilometer bis zu ihrer Mündung in die Þjórsá westlich des Berges Búrfell. Wo die Fossá in das Fossárdalur gelangt, stürzt sie parallel über die Wasserfälle Háifoss und Granni sowie kurz vor ihrer Mündung noch über den Hjálparfoss.